# Mandalika
Mandalika is een bestuurslaag in het regentschap Mataram van de provincie West-Nusa Tenggara, Indonesië. Mandalika telt 11.294 inwoners (volkstelling 2010).